# ديفيد جاي هاو
ديفيد جاي هاو (بالإنجليزية: David J. Howe)‏ هو مؤرخ بريطاني، ولد في 24 أغسطس 1961.